# تارا هوديبرغ
تارا و. هوديبرغ هي عالمة غابات أمريكية متخصصة في نمذجة النظام البيئي. وهي أستاذة مشاركة في جامعة أيداهو في قسم علوم الغابات والمراعي والحرائق.  كُرّمت بجائزة التوظيف المبكر الرئاسية للعلماء والمهندسين عام 2019. 

## النشأة والتعليم
التحقت هوديبرغ بجامعة باسيفيك اللوثرية في تاكوما، واشنطن، وتخرجت عام 1998 بدرجة البكالوريوس في علم الأحياء.  بعد ذلك، التحقت بجامعة ولاية أوريغون حيث تخرجت عام 2008 بدرجة ماجستير في علوم الغابات. واصلت دراستها في جامعة ولاية أوريغون وحصلت على درجة الدكتوراه في علوم الغابات عام 2012. تركزت أبحاثها المتعلقة بالدكتوراه على إنتاج الوقود الحيوي من الغابات في شمال غرب المحيط الهادئ.  قامت بقياس انبعاثات غازات الاحتباس الحراري باستخدام أنواع معينة من الوقود الحيوي. أنهت هذا العمل مع أستاذة جامعة ولاية أوريغون بيفرلي لو. تنسب هوديبرغ بعضًا من اهتمامها المبكر بالغابات إلى حبها لتسلق الأشجار عندما كانت طفلة. 

## الوظيفة والبحث
بدأت هوديبرغأبحاثها بعد الدكتوراه في جامعة إلينوي حيث ركزت على تأثير الاحتباس الحراري على الغابات. عام 2014 عيّنتها جامعة أيداهو أستاذة مشاركة في قسم علوم الغابات والمراعي والحرائق في كلية الموارد الطبيعية. منحت مؤسسة العلوم الوطنية هوديبرغ جائزة مهنية ومنحة بحثية بحوالي 650 ألف دولار في عام 2016.  باستخدام هذه المنحة، ستبحث هوديبرغ العلاقة بين الغابات والغلاف الجوي في مناخنا المتغير، خاصة ما يتعلق بالجفاف والحرائق. هذا البحث له جدول زمني مخطط لمدة خمس سنوات. عام 2018 ، تلقت هوديبرغ منحة بقيمة 750،000 دولار أمريكي لإجراء دراسة حول استدامة الوقود الحيوي.  تركز الدراسة على ثلاثة محاصيل ومدى صلاحيتها كمصدر للوقود مقارنة بالوقود الأحفوري . تستخدم الدراسة عملية تعرف بالنمذجة البيوجيوكيميائية. تجري هوديبرغ الكثير من أبحاثها الحرجية في جبل موسكو وكذلك في الغابة التجريبية بجامعة أيداهو.  يُستخدم هذا البحث عادةً في مختبر هوديبرغ لنمذجة النظام البيئي في الجامعة والذي يعمل على فهم العلاقات بين البيئات المتغير.
هوديبرغ هي أيضًا باحثة في برنامج MILES (إدارة المناظر الطبيعية في أيداهو لخدمات النظام البيئي)  إذ يقيس هذا البرنامج تأثير الإنسان على البيئة، وكيف يغير خدمات النظام البيئي وقيمتها. المسمّى الوظيفي الرسمي لهوديبورغ في هذا المشروع هو باحث نظم بيئية اجتماعية. 
تنقل هوديبرغ أيضًا معرفتها بالغابات إلى الطلاب الجامعيين وكذلك معلمي المدارس الثانوية لمزيد من التثقيف حول الموضوع والحصول على بيانات لأبحاثها. 
في عام 2019 ، مُنحت جائزة التوظيف المبكر الرئاسية للعلماء والمهندسين، التي تمنح للعلماء الذين بدأوا حياتهم المهنية العلمية الفردية بعمل استثنائي.  حصلت على هذه الجائزة من خلال دراستها للغابات والعلاقات بين الغابات واستهلاك الكربون.  وجدت هوديبرغ صلات بين نوع الغابة ووقت بقاء الكربون فيها؛ وهذه الصلات حاسمة في فهم أساليب عزل الكربون المستقبلية للحد من تغير المناخ.  تعمل هوديبرغ على زيادة المعلومات المتاحة لعامة الناس والحكومات، بحيث يمكن اتخاذ قرارات متعلمة تتعلق بالمناخ على جميع المستويات. 

## الجوائز والتكريمات
- جائزة التوظيف المبكر الرئاسية للعلماء والمهندسين
- جائزة التطور الوظيفي المقدمة من مؤسسة العلوم الوطنية